# TKh5
TKh5 – parowóz niemieckiej serii Baureihe 890, zaprojektowany w 1934 roku do prowadzenia pociągów towarowych na krótkich trasach. Wyprodukowano dla kolei niemieckich 10 parowozów. Na inwentarzu PKP znalazło się 5 niemieckich parowozów. Jeden parowóz TKh5 był eksploatowany jako lokomotywa zakładowa w ZNTK Nowy Sącz. Parowóz TKh5-5 sprzedano w 1948 roku Gostyńskiej Kolei Powiatowej.